# Onthophagus bicolor
Onthophagus bicolor är en skalbaggsart som beskrevs av Achille Raffray 1877. Onthophagus bicolor ingår i släktet Onthophagus och familjen bladhorningar. Inga underarter finns listade i Catalogue of Life.